# Giuliano Cesarini (1466-1510)
Giuliano Cesarini (Roma, 20 de maio de 1466 - Roma, 1º de maio de 1510) foi um cardeal do século XVI.

## Primeiros anos
Nasceu em Roma em 20 de maio de 1466. Filho de Gabriele Cesarini, gonfaloniere do povo romano, e de Godina Colonna, nobre romana. Cunhado de Girolama Bórgia, filha do Papa Alexandre VI. Sobrinho-neto do cardeal Giuliano Cesarini, o Velho (1426). Tio do cardeal Alessandro Cesarini, Sr. (1517). Outro cardeal da família foi o cardeal Alessandro Cesarini, Jr. (1627).

## Juventude
Apostólico protonotário. Cânon do capítulo da basílica patriarcal do Vaticano. Cânon do capítulo da catedral de Saint Lambert, Liège, 13 de março de 1491.

## Cardinalato
Criado cardeal diácono no consistório de 20 de setembro de 1493; recebeu o chapéu vermelho e a diaconaria de Ss. Sergio e Bacco, 23 de setembro de 1493. Visitou o rei Carlos VIII em 2 de janeiro de 1495, em Roma e foi recebido com honras pelo monarca. Em 27 de maio de 1495, acompanhou o papa a Orvieto e retornou com ele a Roma em 27 de junho de 1495. Abade comendador do mosteiro beneditino de Saint-Michel de Cuxa, diocese de Perpignan. Cônego do capítulo da catedral de Saint-Lambert, Liège, de 1496 a 1500. Em 1 de agosto de 1497, constituiu procuradores para dar seguimento às cartas de reserva que obteve para as sedes de Maestricht, Malines e Gheel, e para assumir a abadia de Stavelot, diocese de Liège.

## Episcopado
Administrador da Sé de Ascoli Piceno, 14 de fevereiro de 1500; ocupou o cargo até sua morte. Arcipreste da basílica patriarcal da Libéria 5 de março de 1503. Participou do primeiro conclave de 1503, que elegeu o Papa Pio III. Participou do segundo conclave de 1503, que elegeu o Papa Júlio II. Optou pela diaconia de S. Ângelo em Pescheria, em 29 de novembro de 1503. Abade comendador de Nonatola, de 1505 até sua morte.
Morreu em Roma em 1º de maio de 1510, de repente. Sepultado na igreja de S. Maria in Aracoeli, Roma.